# 小庫斯基夫齊

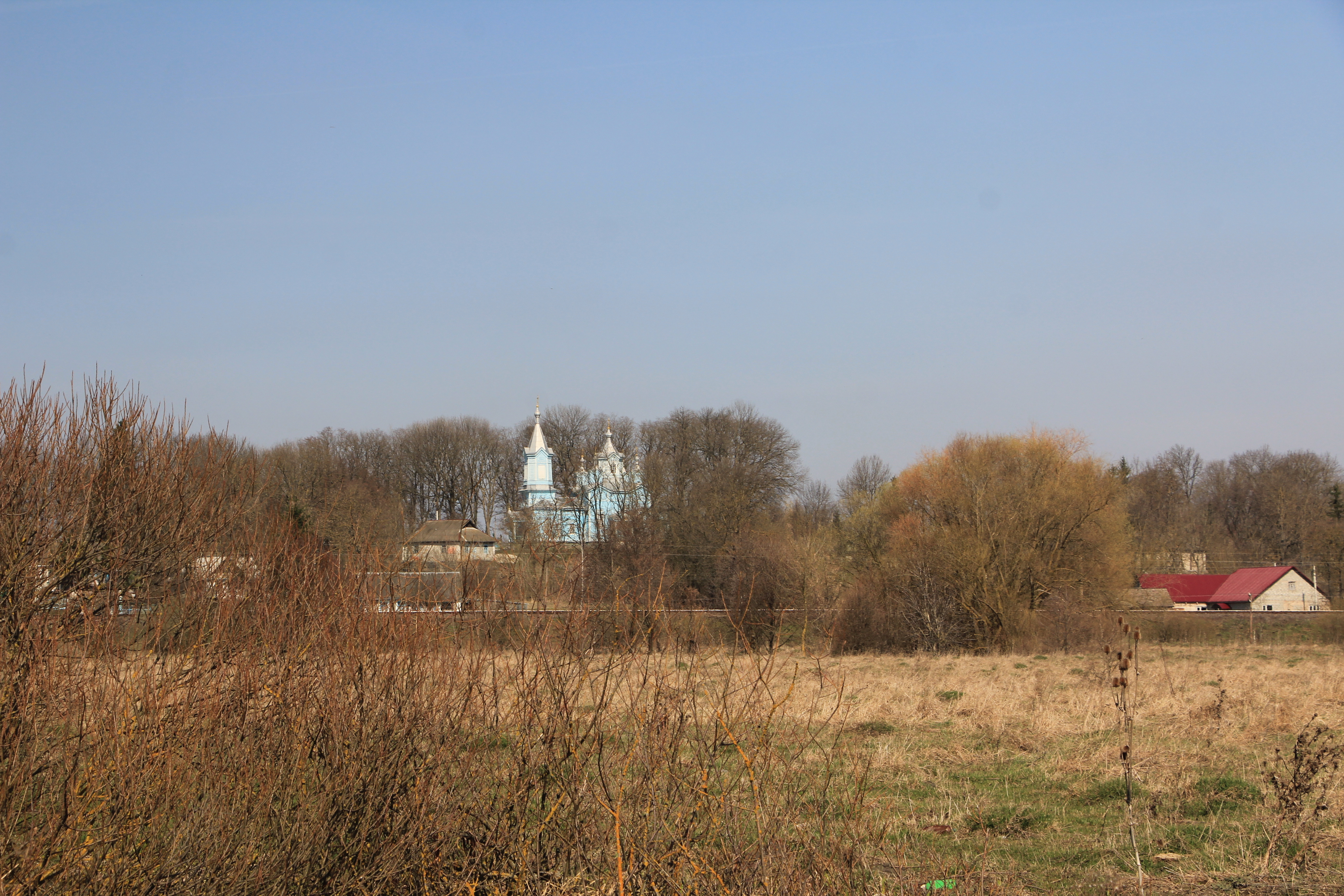

小庫斯基夫齊（烏克蘭語：Малі Кусківці），是烏克蘭的村落，位於該國西部捷爾諾波爾州，由克列梅涅茨區負責管轄，面積1.8平方公里，2014年人口201，人口密度每平方公里111.7人。
49°50′51″N 26°2′29″E / 49.84750°N 26.04139°E